# Александр Рюхин
Александр (Сашка) Рюхин — второстепенный персонаж романа «Мастер и Маргарита» Михаила Булгакова. Поэт, член МАССОЛИТа.

## Персонаж в романе
Впервые появляется в 5-й главе, в сцене отправления Ивана Бездомного из писательского ресторана в клинику для душевнобольных в сопровождении милиционера, «Пантелея из буфетной» и Рюхина.
...из ворот Грибоедова Пантелей, швейцар, милиционер, официант и поэт Рюхин выносили спеленатого, как куклу, молодого человека, который, заливаясь слезами, плевался, норовя попасть именно в Рюхина, давился слезами и кричал: — Сволочь!
Из клиники для душевнобольных Рюхин возвращается в Москву в кузове грузовика. Машина застряла в пробке «близёхонько» от памятника Пушкину на Тверском бульваре. Рюхин «встал во весь рост на платформе грузовика и руку поднял, нападая зачем-то на никого не трогающего чугунного человека» и обратился к памятнику:
Вот пример настоящей удачливости… какой бы шаг он ни сделал в жизни, что бы ни случилось с ним, всё шло ему на пользу, всё обращалось к его славе! Но что он сделал? Я не постигаю… Что-нибудь особенное есть в этих словах. «Буря мглою…»? Не понимаю!.. Повезло, повезло! … стрелял, стрелял в него этот белогвардеец Дантес и раздробил бедро и обеспечил бессмертие…
В ранней версии романа (1928—1931) у персонажа Пашки Рюхина нет эпизода с памятником Пушкину.
Последнее появление в романе
Возвращается Рюхин в ресторан, заказывает у Арчибальда Арчибальдовича водочки, напивается.
Рюхин, в полном одиночестве, сидел, скорчившись над рыбцом, пил рюмку за рюмкой, понимая и признавая, что исправить в его жизни уже ничего нельзя, а можно только забыть.

Поэт истратил свою ночь, пока другие пировали, и теперь понимал, что вернуть её нельзя. Стоило только поднять голову от лампы вверх к небу, чтобы понять, что ночь пропала безвозвратно. Официанты, торопясь, срывали скатерти со столов. У котов, шнырявших возле веранды, был утренний вид. На поэта неудержимо наваливался день.
В ранней версии романа (1928—1931) словесно, а не визуально, как памятник, появляется Пушкин: «Рюхин сел и больным голосом спросил малый графинчик… Он пил водку, и чем больше пил, тем становился трезвей и тем больше тёмной злобы на Пушкина и на судьбу рождалось в душе…»

## Описание персонажа
«…Ему — тридцать два года!..»
Рюхин, в представлении Бездомного, — «идиот», «балбес и бездарность… Типичный кулачок по своей психологии… и притом кулачок, тщательно маскирующийся под пролетария. Посмотрите на его постную физиономию и сличите с теми звучными стихами, которые он сочинил к первому числу! Хе-хе-хе… „Взвейтесь!“ да „развейтесь“… а вы загляните к нему вовнутрь — что он там думает… вы ахнете!»

## Происхождение персонажа
Персонаж как часть МАССОЛИТа (мастеров советской литературы)
Рюхин — один из 12 собравшихся в доме Грибоедова ложных мастеров слова, «которые не в состоянии приобщиться к подлинному бессмертию, но при этом считают себя писателями: Александр Рюхин, открыто завидующий Пушкину; эталон приспособленчества Штурман Жорж; беллетрист Петраков-Суховей, который известен читателю лишь как обладатель гастрономических пристрастий». «Дом Грибоедова», где читал Александр Грибоедов «Горе от ума» и где теперь МАССОЛИТ, стал рестораном под обиходным названием «Грибоедов», в котором начинает и заканчивает свою линию персонажа Рюхин, пародирует в названии и кулинарный, и литературный аспект.
Фамилия
Рюхин — от слова «рюха», со значением «свинья», приводимое Владимиром Далем.
Имя
«Сашка» — сниженное от Александр, пародийное к Александру Пушкину, как и повторение Рюхиным в грузовике образа чугунного памятника. Также пародируется пушкинский сюжет — бунтарский порыв Евгения в «Медном всаднике».
В ранней версии — Пашка, сниженное от Павел (имя апостола Павла, что перекликается с цифрой 12 — количеством собравшихся массолитовцев).
Прототип
Прототипом персонажа послужил, как считают большинство исследователей, поэт Владимир Маяковский.
Впервые версию высказал семиотик, литературовед Б. М. Гаспаров в работе «Из наблюдений над мотивной структурой романа М. А. Булгакова „Мастер и Маргарита“» (1975—1977).
В первую очередь исследователи обращают внимание на ссору поэтов Рюхина с Иваном Бездомным — это пародия на взаимоотношения поэтов Владимира Маяковского и Александра Безыменского (один из прототипов Бездомного). Известен нелицеприятный отзыв о Безыменском в стихотворении Маяковского «Юбилейное» (1927): «Ну, а что вот Безыменский?! // Так… // Ничего… // морковный кофе», в эпиграмме 1930 года: «Уберите от меня // этого // бородатого комсомольца!»
Второй аргумент — неоднократное обращение Маяковского к Пушкину (поэту и памятнику). В частности, Гаспаров сопоставляет сцену разговора с памятником Пушкину, где у Рюхина Дантес — белогвардеец, и стихотворение Маяковского «Юбилейное».
Сукин сын Дантес! Великосветский шкода.

Мы б его спросили: — А ваши кто родители?

Чем вы занимались до 17-го года? —

Только этого Дантеса бы и видели.
Третий аргумент — создание Маяковским стихов к праздникам (в частности, к 1 мая 1924 года).
Э. Кузнецов отверг эти три аргумента и выдвинул предположение, что прообразом Рюхина стал советский поэт Александр Алексеевич Жаров.
Существуют другие аргументы в пользу Маяковского как прототипа. В ранней версии есть с ним, лидером объединения «Левый фронт искусств», перекличка с «левым поэтом Рюхиным».
Иванушка шел плача и пытался укусить за руку то правого Пантелея, то левого поэта Рюхина
М. А. Гаджиев, рассмотрев сюжетно-смысловые переклички, связал персонажей Рюхина и Понтия Пилата «в сложную и важную для понимания романа образно-тематическую парадигму „Мастер — Бездомный — Пилат — Иешуа“». Заседание МАССОЛИТа («двенадцать литераторов, собравшихся на заседание и ожидавших Михаила Александровича») служит отсылкой к 12 апостолам.

## Образ Александра Рюхина в кинематографе
| Название           | Страна | Год  | Режиссёр        | В роли Александра Рюхина | Примечания |
| ------------------ | ------ | ---- | --------------- | ------------------------ | ---------- |
| Мастер и Маргарита | Польша | 1988 | Мацей Войтышко  | Збигнев Замаховский      |            |
| Мастер и Маргарита | Россия | 1994 | Юрий Кара       | Александр Корженков      |            |
| Мастер и Маргарита | Россия | 2005 | Владимир Бортко | Александр Ронис          | телесериал |